# Західні обряди у православ'ї
Західні обряди у православ'ї —  латинські літургійні обряди, що використовуються в деяких парафіях Православної церкви.
Основною є адаптована Тридентська меса, також поширені Сарумський, Моцарабський та Галліканський обряди. Деякі громади використовують те, що стало відомим просто як англійська літургія, яка походить від англіканської Книги загальної молитви хоча і з деякими змінами в тексті, щоб підкреслити православне богословське вчення. На західний обряд, який існує сьогодні, великий вплив справило життя і діяльність Джуліана Джозефа Овербека.
Місії, парафії та монастирі західних обрядів існують в межах певної юрисдикції основної православної церкви, переважно в межах Російської православної церкви за межами Росії та Антіохійської православної християнської архієпархії Північної Америки.
Крім того, західний обряд практикується в межах релігійних громад поза межами основної Православної церкви. Причастя західних православних церков та православної церкви Франції є цілком західним обрядом. Крім того, є невелика кількість західних Rite громад серед старостильників, такі як колишній Західного Rite Екзархат Священного Синоду Мілані і Автономної православної митрополії в Північній і Південній Америці і на Британських островах ; в межах незалежного православ'я наступники Американської православної католицької церкви мають столичні юрисдикції західного обряду. У минулому в Орієнтальному православ'ї існували також громади західних обрядів. Існує також ряд незалежних західних православних церков та монастирів, які не є ні частиною Орієнтальних православних церков, ні Православної церкви. 
Парафії західного обряду знаходяться майже виключно в країнах з великим католицьким або протестантським населенням. Існують також численні товариства відданих і видавничі справи, пов’язані із західним обрядом. Православ'я західних обрядів залишається спірним питанням для деяких;  однак, рух продовжує зростати в кількості та прийнятті.

## Витоки

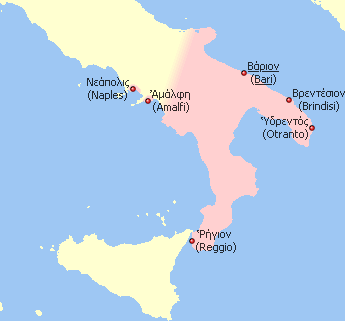
Територіальний обсяг Візантійської (південної) Італії на початку 11 століття. Сучасні назви міст (англійською мовою) подаються поряд із середньовічними грецькими назвами.

У часи, що передували розколу Латинської церкви і східних церков, церкви були в повному євхаристійному спілкуванні, сповідуючи християнську віру. На Сході переважав візантійський літургійний обряд. На Заході домінуючим обрядом був латинський обряд. У часи остаточного східно-західного розколу 1054 р. більшість церков, які залишались у спілкуванні з чотирма східними патріархатами, використовували візантійський обряд, хоча все ще існували регіони, де використовувались інші літургії, включаючи римський обряд. Одним з таких регіонів була Візантійська (південна) Італія.
За часів остаточного розколу (1054 р.) більша частина південної Італії все ще перебувала під владою Візантії і була організована як Катепанат Італії. Протягом століть церковне життя у візантійських регіонах Італії розвивалося під подвійним впливом латинських та візантійських традицій. Протягом 11 століття в церквах латинського обряду у візантійській Італії все ще не використовували інтерпольований Нікейський символ віри (Filioque)  і були в повному зв'язку зі східним православ'ям. Під час візантійсько-нормандських воєн Візантійська імперія остаточно втратила свої останні позиції на Заході. Нормандське завоювання південної Італії було завершено завоюванням Барі в 1071 році.
Одним з головних наслідків політичних змін стало встановлення верховенства Римської церкви над церковним життям у колишній візантійській Італії. Основна теологічна проблема була вирішена на Барійському соборі в 1098 р. З цього моменту всі церкви на півдні Італії були зобов'язані прийняти пункт FilioqueFilioque. Реалізація цього рішення незабаром означала кінець латинського православ'я на півдні Італії.
Після XI століття візантійський обряд поступово став домінуючим у східно-православному світі, майже до точки виключення будь-якої іншої літургії. Традиції старого західного православ'я все ще з повагою ставилися до східно-православних богословів, але століттями не робилося жодної організованої спроби зберегти або відродити латинську гілку православ'я. Це змінилося наприкінці 19 — на початку 20 століття, коли деякі західні християни прийняли православ'я, але зберегли деякі свої західні літургійні форми богослужіння.

### Дев'ятнадцяте сторіччя
Протягом 1840-х років священик англійської церкви Вільям Палмер листувався з Російською православною церквою та московським митрополитом Філаретом Дроздовим та Олексієм Хомяковим.
З 1864 р. Джуліан Джозеф Овербек, колишній католицький священик, працював над встановленням сучасного православного західного обряду. Овербек перейшов з католицизму в лютеранство і одружився. Потім він емігрував до Англії в 1863 році, щоб стати професором німецької мови у Королівській військовій академії, Вулвіч, де він також взявся за вивчення Англійської церкви та православ'я. У 1865 році Овербек був прийнятий мирянином до Російської православної церкви (оскільки він одружився після його рукоположення в якості римо-католицького священика) від отця Євгена Поппоффа в посольстві Росії в Лондоні.
У рамках переходу в ROC Овербек попросив дозволу у Священного Синоду Російської православної церкви започаткувати західну православну церкву в Англії. Спочатку Філарет вагався щодо прохання Овербека, але не виключав ідеї повністю. Овербек виклав свою аргументацію західно-православної церкви у своїй книзі 1866 р. «Католицьке православ'я та англо-католицизм», в основному полемічній праці, що описує, чому створені західні церкви слід відкидати. У 1867 р. Овербек розпочав редагування журналу «Ортодоксальний католицький огляд», періодичного видання про просування західного православ'я.
Овербек переконав інших у здійсненності західно-православної церкви і в 1869 р. Подав до Священного Синоду петицію, що містить 122 підписи, серед яких багато в Оксфордському русі, з проханням про створення західного літургійного обряду в межах ROC. Синодична комісія розслідувала клопотання Овербека, в 1870 році він заявив свою справу перед комісією в Петербурзі. Комісія схвалила петицію, і йому було доручено представити переглянуту західну літургію для оцінки комісією. У грудні він представив переглянуту західну літургію. Згодом ця літургія була схвалена для використання — зокрема на Британських островах.
Протягом наступних кількох років Овербек розробляв літургії для вділення інших таїнств і для молитви в літургії годин. Овербек намагався достукатися до старовинних католиків до його схеми, оскільки нещодавно вони відійшли від Католицької церкви через догматичне визначення Першого Ватиканського Собору папської непогрішимості, хоча це не мало успішности. У цей час він продовжував критикувати католиків та англіканців, а також тих перехідників із Заходу в православ'я, які застосовували візантійський обряд.
До 1876 року Овербек звернувся до інших православних церков з проханням визнати його план. У 1879 році його прийняв на авдієнцію Константинопольський патріарх Йоаким III, який визнав теоретичне право західних християн мати Західну православну церкву. Через три роки Йоаким III та Синод Вселенського патріархату умовно затвердили західний обряд Овербека. Однак зусилля Овербека зрештою не призвели до встановлення західного православ'я. Він був особливо підозрілим до ролі, яку греки в Лондоні (і Церква Греції загалом) відігравали у застої його амбіцій, прямо звинувачуючи протест Грецької Церкви проти плану в 1892 р. Православний католицький огляд закінчив публікацію в 1885 році, а Овербек помер у 1905 році, не побачивши Західної православної церкви. Жорж Флоровський узагальнив досвід Овербека таким чином: «це була не просто фантастична мрія. Питання, підняте Овербеком, було доречним, навіть якщо його власна відповідь на нього була заплутаною. І, мабуть, бачення Овербека було більше, ніж його особиста інтерпретація».

### Двадцяте століття
Поки Овербек не дожив до успіху своєї мрії, ідея західно-православної церкви не зникла. Початок ХХ століття характеризувався низкою фальстартів. У 1911 році Арнольд Гарріс Метью (колишній католицький священик, пізніше освячений у старокатолицького єпископа) уклав союз зі Східним православним Антіохійським патріархатом під керівництвом митрополита Бейрута Герасима (Мессара), а в 1912 році — зі східним православним Папою Фотієм. Олександрії. У єпископа Метью були деякі припущення, що «Старокатолицький місал та ритуал" може схвалити як літургію західного обряду Папою Фотієм Олександрійським який написав: . . Ми подякували Богу … за те, що ви пропустили пункт Filioque і не приймаєте грошей на святкування меси. Ми погоджуємося з вами щодо дотримання вашої автономії та фактичного використання латинського обряду до тих пір, поки вони узгоджуються зі Святими Догмами та канонічними постановами Семи Вселенських Синодів, які складають основу Віра Православна».  Обидва профспілки були укладені швидко підряд і тривали лише протягом декількох місяців. Незважаючи на те, що архієпископ Кентерберійський протестував проти Фотія та Антіохійський патріарх проти об'єднання, група Метью стверджувала, що спілкування ніколи офіційно не розривалось.
У 1890 р. перша православна громада західного обряду в Північній Америці, єпископська парафія в Грін-Бей, штат Вісконсин, пастир якої о. Рене Вілатте, був прийнятий єпископом Володимиром Соколовським. Однак незабаром Вілатт був висвячений на єпископа в якобітській церкві, орієнтальній православній церкві, яка не перебуває у спілкуванні зі східною православною церквою . Інші невеликі групи, що використовують західний обряд, були прийняті, але зазвичай або мали незначний вплив, або оголосили про свою незалежність незабаром після їх прийому. Парафії західних обрядів були створені в Польщі в 1926 році, коли півдюжини конгрегацій були прийняті до східного православ'я; однак рух зменшився під час Другої світової війни.

#### Православна церква Франції
У 1936 р. ROC отримала невелику групу, яку очолював колишній ліберальний католицький єпископ Луї-Шарль Віннерт (1880—1937), як l'Église Orthodoxe Occidentale (ЕОО). Віннерт був прийнятий архімандритом, взяв релігійне ім'я Ірене і незабаром помер. Роботу Віннерта продовжували, періодично Евграф Ковалевський (1905—1970) та Люсьєн Шамбо, останній з яких контролював невеличку православну громаду бенедиктинців у Парижі. Після 1946 року Ковалевський почав відтворювати галліканський обряд на основі листів Жермена Паризького, паризького єпископа VI століття, численних ранніх західних місалів і таїнств, а також деяких візантійських модифікацій; його розвитком стала Божественна літургія святого Германа Паризького.
Архімандрит Алексіс ван дер Менсбругге, колишній католицький чернець, який викладав у Теологічному інституті Св. Дениса Західної Церкви, але залишався у східному обряді, намагався відновити давньоримський обряд, замінивши середньовічні акреції на галліканські та візантійські форми. Зрештою, Алексій був висвячений на єпископа ROC у 1960 році, продовжуючи свою діяльність за західним обрядом під егідою Московського патріархату.
У 1953 році під тиском Російської православної церкви щоб прийняти візантійський обряд, Західна православна церква пішла своїм шляхом, змінивши свою назву на Православна церква Франції. Після кількох років ізоляції церква була визнана автономною Церквою митрополитом ROCOR Анастасієм Грибановським і перебувала в спілкуванні з ROCOR з 1959 по 1966 рік Архієпископ Джон Максимович (на той час представник ROCOR у Західній Європі) став архіпастирем Церкви Франції. У цей час Максимович змусив церкву змінити свою назву на l'Église Orthodox Catholique de France (ECOF). Максимович також висвятив Ковалевського в 1964 році на єпископа. Ковалевський взяв релігійне ім'я Жан-Нектер. Смерть Максимовича в 1966 році стала серйозним ударом для західних православних християн у Франції.
У 1972 році церква знайшла нового канонічного настоятеля в Румунській православній церкві. Потім Жиль Бертран-Харді був висвячений на єпископа і прийняв релігійне ім'я Жермен Сен-Дені. У 1993 році, після тривалого конфлікту з Синодом Румунської православної церкви щодо передбачуваних канонічних порушень в рамках ECOF, Румунська православна церква відмовилася від благословення ECOF і розірвала спілкування. Румунська православна церква вирішила, що оскаржується ECOF скинути Бертран-Харді від всіх священицьких функцій. Це рішення (яке ECOF ніколи не ECOF) застосовується канонічними єпархіями AEOF (Assemblée des Evêques Orthodoxes de France). Санкція була підтверджена та пояснена в 2001 році іншим документом «Avis d'expertise canonique» від секретаря румунського синоду (документ, який, на ECOF не має значення). Румунська православна церква створила декан під керівництвом брата Бертрана-Харді, протоієрея Грегуара Бертрана-Харді, щоб служити тим парафіям, які вирішили залишатися в спілкуванні з Румунською православною церквою. 
У 2001 році, скандалізовані розкриттям в рамках ECOF Бертрана-Харді 1995 року та наступним скасуванням, десять парафій, відокремлених від ECOF, утворили Union des Associations Cultuelles Orthodoxes de Rite Occidental (UACORO), і розпочав переговори в 2004 році із Сербською православною церквою, щоб бути канонічно визнаним, з наміром вступу UACORO до єпархії Франції та Західної Європи. Миряни та духовенство UACORO були прийняті індивідуально до французької єпархії Сербської православної церкви в 2006 році. Зараз ці парафії мають переважно візантійський обряд, а галліканська літургія служиться кілька разів на рік. Із спільнот, які залишили ECOF єдиними, які зараз зберігають західний обряд, є ті, що продовжили формувати православну церкву галів.
Хоча назва церкви юридично залишається Православною католицькою церквою Франції, вона, як правило, носить попередню назву — Православна церква Франції.

#### Північна Америка
Внесок Тихона Московського у західний обряд був більш стійким. Поки він був єпископом єпархії ROC в Америці, деякі єпископальці були зацікавлені у приєднанні до православ'я, зберігаючи англіканські літургійні практики. Тихон, надісланий у 1892 р. «Книга загальних молитов», запитав про життєздатність православних парафій, що складаються з колишніх англікан, використовуючи англіканські літургійні практики. У 1904 році Священний Синод прийшов до висновку, що такі парафії були можливі і при умови перелік доктринальних поправок до Книги спільної молитви текст ' молитов і обрядів, які були необхідні сповідувати в православному богослужінні. Священний Синод також дійшов висновку, що детальні зміни в Книзі спільних молитов та англіканських літургійних практиках, а також компіляції нових молитов та цілі обряди можуть здійснюватися лише в Америці, а не з Москви. Хоча Тихон не приймав жодного єпископальця, оскільки ніхто не звертався до нього для прийому до ROC, його зусилля заклали основу для подальшого прийому єпископальців до AWRV після перегляду Книги загальної молитви в 1975 році.
Найбільш успішна і стабільна група парафій західного обряду виникла в Православній Церкві за владики Афтімія Офіша в 1930-х роках, як частина Американської православної католицької церкви. У 1932 р. Єпископ Афтіміос висвятив єпископського священика Ігнатія Ніколса як допоміжного єпископа Вашингтона і призначив його до парафій західного обряду. Однак через скарги єпископалів на те, що Єпископська церква є «американською» православною церквою Американська православна церква, частиною якої були Афтіміос і Микола, відірвалася від того, що стане Православною церквою в Америці (OCA).
У 1932 році Ніколс заснував Товариство діловодів Світського Василія Блаженного як благочестиве товариство для духовенства та мирян, присвячене літургії західного обряду. Ніколс також висвятив Олександра Тернера в єпископи в 1939 році. Тернер був пастором невеликої парафії в горі Вернон до смерті Ніколса в 1947 р., Коли він взяв на себе керівництво Товариством і дійшов висновку, що у Товариства Святого Василія немає майбутнього за межами канонічного православ'я.
Через отця Пола Шнейру він розпочав неофіційний діалог з митрополитом Антонієм Баширом. Ще до цього Тернер просував православ'я західних обрядів. У 1961 р. Товариство (що складається з трьох парафій) було прийнято до Сирійської Антіохійської архиєпархії на підставі указу митрополита Антонія 1958 р. Після прийому єпископ Олександр Тернер став канонічним священиком Антіохійської православної церкви, керуючи групою як генеральний вікарій до своєї смерті в 1971 році, після чого його змінив Шнейрла. Однак після смерті Тернера єдиний виживший василіянин Вільям Френсіс Форбс повернувся до Американської православної католицької церкви і був освячений в єпископи в жовтні 1974 р.
Окрім первинних спільнот, пов'язаних з Товариством, до вікаріату Західного обряду Антіохійської архієпархії було прийнято ряд інших парафій, зокрема, оскільки члени Єпископської Церкви були незадоволені літургійними змінами та висвяченням жінок. Першою єпископальною парафією, яка була прийнята до AWRV була Єпископальна церква Втілення в Детройті, штат Мічиган. Крім того, в рамках AWRV було засновано декілька місій західного обряду, деякі з яких переросли в статус повноцінного парафіяльного. Крім того, коли парафії Євангельської православної церкви приєдналися до Антіохійської архієпархії в 1987 році, кілька парафій приєдналися як конгрегації західного обряду. Однак багато з цих колишніх згромаджень ЄПЦ згодом перейшли на візантійський обряд.
Серед старокалендарських груп єдиною юрисдикцією, яка використовує західний обряд, є Автономна православна митрополія Північної та Південної Америки та Британські острови з приблизно двома десятками парафій. Через загалом суворішу позицію дозволені лише старі обряди, такі як Сарум.
Російська та Антіохійська юрисдикції в Північній Америці діють у структурі, відомій як «вікаріат» у відповідних патріархатах. Антіохійська структура охоплює парафії західних обрядів переважно в США, тоді як Російська православна церква за межами Росії створила парафії, місії та монастирі у Великій Британії, Німеччині та Норвегії. 

#### В іншому місці
У 1995 р Антіохійська церква також заснувала Британський декан для навернення з Англійської церкви, хоча жодна з цих конгрегацій зараз не є західним обрядом.
Православ'я західного обряду в Австралії та Новій Зеландії виникло переважно з англіканських та постійних англіканських громад.
Деякі парафії західного обряду також є частиною Орієнтальних православних церков. Сирійський патріархат в Антіохії посвятив Антоніо Франциско Ксаверія Альвареса архієпископом Цейлону, Гоа та Індії в 1889 році, уповноваживши єпархію римського обряду під його наглядом. Крім того, в 1891 році сирійці освятили Вілатт як архієпископа для американських старокатоликів.

#### Сучасний статус в Російській православній церкві за межами Росії
10 липня 2013 р. визнання та статус парафій західного обряду в складі ROCOR суттєво змінилися. Синод Єпископів ROCOR під головуванням Первоієрарха постановив, що:
- ROCOR більше не буде висвячувати духовенство для парафій західного обряду.
- Єпископ Манхеттенський Джером Шоу був би підданий осуду за несанкціоновані церковні служби і примусово вийшов у відставку без права виконувати хіротонії.
- Деякі рукоположення, які виконує Шоу, не будуть визнані, і ці кандидати будуть ретельно вивчені перед тим, як зробити це.
- Комісія вивчала, як інтегрувати духовенство та громади західних обрядів до Російської православної церкви.
- Духовенство західних обрядів та громади повинні прийняти порядок богослужінь Православної церкви, але можуть зберегти «певні особливості західного обряду».
- Потрібно дотримання правил і традицій Російської православної церкви.

Російська православна церква за межами Росії створила робочу комісію для розгляду особливостей, що призвели до рішення від липня 2013 року. Протягом наступного року було створено нову керівну структуру, яка врешті призвела до створення відродженого вікаріату західного обряду під Омофорієм Високопреосвященнішого митрополита Іларіона. РПЦЗ продовжує засновувати парафії та монастирі нового західного обряду, а священики, диякони та іподиякони всередині західного обряду продовжують висвячуватися з 2014 року по теперішній час, у тому числі у Швеції та США.

#### Православна Церква в Америці
Західний обряд часто згадували в OCA, найвидатнішим було згадування під час виступу предстоятеля OCA, митрополита Йони Паффгаузена, у квітні 2009 р.
8 вересня 2018 року Православна Церква Америки заснувала парафію місійного західного обряду в Альберті, Канада. Однак ОКА досі офіційно не створила організаційну структуру для майбутніх парафій західного обряду.

#### Незалежні західно-православні церкви та монастирі
Існує ряд незалежних західних православних конгрегацій та монастирів.

## Літургія

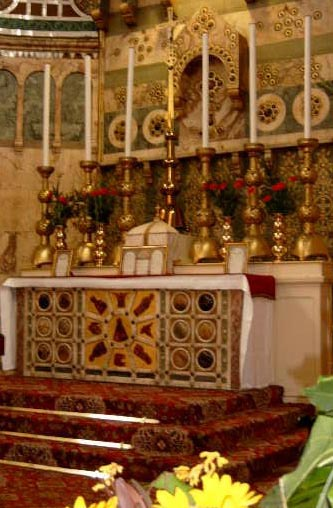
Вівтар, підготовлений за рубриками для Тридентиської меси. Багато православних конгрегацій західного обряду святкують переглянуту версію Тридентової Меси під назвою Божественна літургія святого Григорія.

Парафії західних обрядів не всі використовують одну і ту ж літургію. У даний час парафії західного обряду доступні дев’ять різних видів використання:
- Божественна літургія святого Тихона - цю літургію в даний час використовують приблизно дві третини парафій в AWRV. Обряд святого Тихона був розроблений з використанням Американської книги загальної молитви 1928 року та англіканського Імшалу. Книгу спільної молитви було змінено, вилучивши filioque з тексту Нікейського Символу віри, додавши молитви за померлих, закликання святих та посиливши епіклезу в рамках молитви Євхаристії, а також додавши молитви до причастя з візантійський обряд. Він використовується переважно колишніми англіканськими та єпископальними парафіями.
- Божественна літургія святого Григорія - використовується останньою частиною AWRV, а також деякими громадами в ROCOR. Станом на 2016 рік, громади західного обряду РПЦЗ використовують відновлену григоріанську месу, яка походить із виявлених та перекладених текстів, що мають дотридентське походження та не містять візантійських включень.
- Літургія Сарум - британське використання Божественної літургії святого Григорія, яка зберегла багато місцевих англосаксонських, галликанських та кельтських елементів. Текст заснований на англійському перекладі міссалу Сарум дев'ятнадцятого століття, виправленому вставками після схизми. Додано епіклезис з Готичного Імшалу. Видання прес-служби Іларіона та преси св. Григорія «Сарум» отримали благословення для канонічного використання відповідно у вересні 2008 року та грудні 2008 року.
- Англійська літургія - російська адаптація Англійської книги загальної молитви 1549 року відповідно до критеріїв, встановлених Священним Синодом Росії в 1907 році. Ця літургія була доповнена матеріалами із Самумського Імшалу, Готичного Імшалу, Йоркського обряду та шотландської неприсяжної літургії 1718 року. Додано епіклезис з Готичного Імшалу. Ця літургія не є таким самим обрядом, як Літургія святого Тихона, і ці два обряди багато в чому відрізняються. [30]
- Літургія святого Германа - використана Французькою православною церквою, православною церквою галів та православною церквою Франції, а також деякими парафіями ROCOR та Сербським та Румунським патріархатами. Літургія св. Германа - це реконструйована версія галліканської меси, доповнена елементами візантійського, кельтського та мозарабського обрядів.
- Літургія святого Івана Богослова - використана монастирем Московського патріархату та опублікована в рамках ROCOR . Це реконструйована версія кельтського обряду першого тисячоліття на Британських островах, отримана з Імшалу Стоу та інших джерел, і призначена для сучасного використання. Назва походить від походження, заявленого Церквою на Британських островах до Великого розколу.
- Моцарабський обряд - автономна православна митрополія Північної та Південної Америки та Британських островів, а також Міланський Священний Синод дозволяють використовувати мозарабський обряд та використання Саруму.
- Амброзіанський обряд - може використовуватися в парафіях західних обрядів ROCOR.
- Обряд Гластонбері - колись використовувався в Кельтській православній церкві. [31]

У Франції єпископ ROC Алексіс ван дер Менсбругге в 1962 році опублікував місал, в якому містився його відновлений галликанський обряд та його відновлений доселестінський італійський обряд. Жоден із відновлених обрядів Менсбругге не використовується православними групами.

### Літургійний розвиток
Більшість нинішніх літургій західного обряду були розроблені відповідно до настанов, даних святому Тихону Священним Синодом у 1904/07. Як зазначалося вище, прохання Тихона до Священного Синоду стосувалося прийняття єпископських парафій до Православної Церкви, дозволяючи їм зберігати літургії Книги спільної молитви. Хоча прохання святого Тихона стосувалося конкретно перекладу англіканців, його рекомендації стали виконуватися для тих парафій, які не мали спеціально англіканського походження. Дві найважливіші необхідні зміни включали вилучення filioque з Нікейського Символу Віри та додавання епіклезису, який конкретно посилається на Святого Духа та прохання Духа про перетворення хліба та вина на Тіло та Кров Христа.
Коли був виданий Антиохійський указ про західний обряд, стало необхідним визначити, які доповнення або виправлення до західних літургій потрібно буде внести, щоб привести ці обряди у відповідність з указом Російського синодалу 1904 року, а також Укасе 1936 року. З цією метою в 1958 р. Було скликано Антіохійську комісію західного обряду, до складу якої входили о. Пауль Шнейла, Стівен Апсон, Олександр Шмеман і Джон Мейендорф з метою визначення "способу прийому груп, які бажають застосувати західний обряд, та характеру обряди, які слід використовувати, а також уповноваження офіційних богослужбових текстів ".  Меєндорф, Шмеман і Шнейрла вже були знайомі із західним обрядом, оскільки контактували з членами ECOF під час викладання в Богословському інституті Святого Сергія. Шмеман активно стежив за літургійним рухом у римо-католицькій та англіканській церкві і був прихильником відновлення православної літургії. 
У січні 1962 р. Було видано офіційний довідник Західного обряду, "встановлюючи богослужбові звичаї та звичаї та дисципліну", спираючись на принципи Московського Синодального відповіді 1904 р. Святому Тихону, санкціонування офісів західного обряду митрополитом Бейрутом Герасимом (Мессара), і 1932 р. російський укасе митрополита Сергія. 

### Літургійні книги
Офіційно AWRV надає одну богослужбову книгу "Православний Імшал"  яка містить як Літургію святого Тихона, так і Літургію святого Григорія, з відповідними правилами для сезонів, свят, святих та молитов до і після меси. Антіохійська архиєпархія видає Службову книгу Святого Андрія (SASB),  також відому як Книга служіння західних обрядів  яка була розроблена Церквою Святого Михайла в Каліфорнії під керівництвом покійного отця Майкла Тригга; друге видання SASB у 1996 р. та 2005 р. отримали офіційну санкцію від митрополита Філіпа Саліби, причому останній містив явне посилання на санкціонований характер усіх попередніх видань SASB.  Окрім дублювання змісту Православного Імшалу, SASB також включає форми для Утрені та Вечірні, Благословення Пресвятого Таїнства та потрійний Амін, загальний для візантійської епіклези, але відсутній у Православному Імшалі . SASB був створений Антіохійською архієпархією без участі AWRV .  Православний Імшал є офіційним виданням AWRV і є стандартним та затвердженим текстом Вікаріату, затвердженим Архієпархією як відповідний текст.
AWRV в межах AWRV дозволяється користуватися або Літургією святого Тихона, або літургією святого Григорія. У той час, як більшість парафій використовують тихонітську літургію, деякі використовують григоріанську літургію у будні або в певні неділі року. В даний час немає молитовник, спеціально призначені для православних Західної обряд, хоча священики AWRV хто Літургію святого Григорія, як очікується, молитися, як велика частина Breviarium Monasticum, наскільки це можливо,  в англіканській требник .   Ті самі години, англійською або латиною, затверджені для монастиря Христа Спасителя при ROCOR . Однак священики, які відправляють Літургію святого Тихона, моляться у формі ранкової молитви та Евенсону, схваленої AWRV .
Також загальновживаними в AWRV, хоча і не офіційно затвердженими, є Псалтир рівнинної пісні св. Данстана,  Англійська контора зазначає,  та Св. Амвросія Гімнал .  Псалтир рівнинної пісні Св. Данстана встановлює Псалтир та вибрані кантилеї григоріанським та британським співом і включає замовлення на ранкову молитву, вечірню пісню та комплінт . Англійська канцелярія відзначає включає ранкові, полуденні та вечірні молитви, компліни та псалтир, встановлені в сучасній нотації. Гімн св. Амвросія містить музичні параметри класичних західних гімнів, а також пост-схизми та сучасні гімни, які, як вважають, "не суперечать православній вірі".
У 2017 році було вирішено, що відновлена григоріанська літургія та англійська літургія повинні бути основними літургіями, які в майбутньому відправляють парафії західного обряду РПЦЗ. Парафії, які використовували амброзіанські чи інші форми, затверджувались у кожному окремому випадку. В рамках ROCOR, обмежено, митрополит Іларіон Капрал дозволив молитовник святого Колмана для використання в єпархії Сіднея, Австралії та Нової Зеландії . З тих пір вона отримала дозвіл на обмежене використання в інших єпархіях. Книга включає обряд Сарум, англійський обряд та григоріанські обряди, а також спрощений варіант чернечих годин. Більшість випадкових служб, які вимагає парафіяльний священик протягом року, є там, а також обряди Страсного тижня та Лекціонер. In September 2008, Kapral blessed the Sarum Rite series published by St. Hilarion Press,  спочатку під егідою Священного Синоду в Мілані та під редакцією ієромонаха Ейдана Келлера,  для літургійного використання. [ обговорити ] The Holy Synod of Milan also published approximately 30 volumes of texts of pre-schism services.  Вони містять повні форми для відправлення Літургії або Меси, Божественної Служби, Таємниць або Таїнств та багатьох інших служб із повним позначенням співу. У грудні 2008 року видання St. Gregory's Press також отримало благословення для фактичного використання; вони містять повні форми, з повним позначенням співу, для відправлення Літургії або Меси та Божественної Служби, тобто Канонічних Годин.

## Церковний календар
Серед тих парафій західного обряду, які перебувають у складі Православної церкви, деякі використовують східно-православний літургійний календар з візантійським пасхальним циклом, а інші використовують інші календарі.
Причастя Західних Православних Церков використовує григоріанський календар для визначення дат святих днів і Пасхи, тоді як кожна церква-член має свій літургійний календар. Luxeuil Lectionary, Missale Gothicum, Missale Gallicum та галліканські пристосування Martyrologium Hieronymianum є головними органами літургійного року галліканського обряду.
Приходи західного обряду Автономної православної митрополії Північної та Південної Америки та Британських островів дотримуються юліанського календаря .

## Одяг
Священики західного обряду використовують стандартні західні ризи. Антіохійські візантійські обряди Православні священики, які співслужать антіохійським літургіям західного обряду, носять одяг візантійського стилю, а ієрархи - візантійські ризи, беручи участь у західних літургіях.
Духовенство, яке використовує сарум або англійські літургії, використовує шати, широко відомі як Сарум, але які насправді використовувались у північно-західній Європі та на Британських островах. Вони характеризуються одягом сезонного кольору.

## Організації
На відміну від 23 sui iuris східно-католицьких церков, які є автономними ритуальними церквами з окремими ієрархіями та канонічними законами, православні конгрегації західного обряду з юрисдикції Антіохії підпадають під юрисдикцію їх місцевого православного єпископа. У Північній Америці Антіохійська церква створила AWRV та Комісію західних обрядів, щоб координувати діяльність конгрегацій західних обрядів та забезпечувати єдиний контактний пункт для осіб та груп, що стосуються православ'я західного обряду. Однак усі громади західного обряду залишаються під безпосереднім наглядом свого звичайного єпархіального єпископа, а єпископ Василій (Ессей) Вічіта є "еталонним ієрархом" і виступає за питання західного обряду в рамках синоду єпископів. У ROCOR, станом на листопад 2009 року, всі православні збори західних обрядів та монастирські доми потрапляють під юрисдикцію Митрополита.
У старокалендарників є дві ієрархії, які вважають себе західними юрисдикціями і тому не мають зв'язку, посилаючись на канонічну відповідальність єпископів перед своїми місцевими територіями, вирішивши просто ставитися до всіх парафій західного та східного обряду однаково. З них більшою організацією західного обряду є Автономна православна митрополія Північної та Південної Америки та Британські острови, з головуючим ієрархом митрополитом Нью-Йорком та Нью-Джерсі Джоном Лобу, єдиним православним єпископом у Північній Америці, який регулярно використовує західні звичаї. у своєму монастирі.

## Критика
Митрополит Каллістос (Уейр) каже, що західний обряд за своєю суттю розділяє; дотримуючись різних літургійних традицій, ніж сусідні православні християни візантійського обряду, ті, хто використовує західний обряд, не поділяють з ними літургійну єдність і представляють незнайоме обличчя для більшості православних християн. Вейр особливо стурбований подальшим роздробленням православ'я в неправославних країнах, у даному випадку у Великій Британії.